# Генрі (округ, Кентуккі)
Шаблон:StateAbbr_ 38°28′ пн. ш. 85°07′ зх. д. / 38.46° пн. ш. 85.12° зх. д.
Округ  Генрі (англ. Henry County) — округ (графство) у штаті  Кентуккі, США. Ідентифікатор округу 21103.

## Історія
Округ утворений 1798 року.

## Демографія
За даними перепису 
2000 року 
загальне населення округу становило 15060 осіб, усе сільське.
Серед мешканців округу чоловіків було 7502, а жінок — 7558. В окрузі було 5844 домогосподарства, 4333 родин, які мешкали в 6381 будинках.
Середній розмір родини становив 2,97.
Віковий розподіл населення поданий у таблиці:
| Стать    | До 15 років | 15-21 | 22-29 | 30-39 | 40-49 | 50-65 | 65-85 | Понад 85 |
| -------- | ----------- | ----- | ----- | ----- | ----- | ----- | ----- | -------- |
| Чоловіки | 1669        | 681   | 706   | 1141  | 1189  | 1307  | 737   | 72       |
| Жінки    | 1519        | 642   | 728   | 1121  | 1178  | 1325  | 926   | 119      |

## Суміжні округи
- Керролл — північ
- Оуен — схід
- Франклін — південний схід
- Шелбі — південь
- Олдем — захід
- Трімбл — північний захід

## Виноски
1. ↑  U.S. Decennial Census. United States Census Bureau. Архів оригіналу за 26 квітня 2015. Процитовано 16 серпня 2014.
2. ↑  Historical Census Browser. University of Virginia Library. Архів оригіналу за 11 серпня 2012. Процитовано 16 серпня 2014.
3. ↑  Population of Counties by Decennial Census: 1900 to 1990. United States Census Bureau. Архів оригіналу за 13 жовтня 2014. Процитовано 16 серпня 2014.
4. ↑  Census 2000 PHC-T-4. Ranking Tables for Counties: 1990 and 2000 (PDF). United States Census Bureau. Архів оригіналу (PDF) за 18 грудня 2014. Процитовано 16 серпня 2014.
5. ↑  State & County QuickFacts. United States Census Bureau. Архів оригіналу за 7 червня 2011. Процитовано 8 березня 2014.(англ.) Наведено за англійською вікіпедією.
6. ↑  American FactFinder. Бюро перепису населення США. Архів оригіналу за 21 травня 2008. Процитовано 31 січня 2008.

| США | Це незавершена стаття з географії США. Ви можете допомогти проєкту, виправивши або дописавши її. |